# Sur la corde raide
Pour les articles homonymes, voir Out on a Limb.
Pour plus de détails, voir Fiche technique et Distribution.
Sur la corde raide (titre original : Out on a Limb) est un film américain réalisé par Francis Veber, sorti en 1992 aux États-Unis.
Échec commercial lors de sa sortie américaine, le film n'a été distribué en France qu'en vidéo. 

## Synopsis
Une petite fille raconte ce qu'elle a vécu durant ses vacances d'été : son beau-père assassiné par son jumeau, les mésaventures de son frère et d'une jeune femme, les adorables mais spéciaux frères Jim.

## Fiche technique
- Titre français : Sur la corde raide
- Titre original : Out on a Limb
- Réalisation : Francis Veber
- Scénario : Joshua Goldin et Daniel Goldin
- Musique : Van Dyke Parks
- Photographie : Donald E. Thorin
- Montage : Barry Dresner et Glenn Farr
- Casting : Dianne Crittenden
- Création des décors : Stephen Marsh
- Décorateur : Peg Cummings
- Production :
  - Producteur : Michael Hertzberg (en)
  - Productrice exécutive : Kelly Van Horn
  - Producteurs associés : Robert W. Cort (en), Ted Field, Scott Kroopf et James Moll
- Sociétés de production : Interscope Communications
- Sociétés de distribution : Universal Pictures
- Pays d'origine :  États-Unis
- Langue : anglais
- Genre : Comédie
- Durée : 82 minutes
- Sortie : 4 septembre 1992

## Distribution
- Matthew Broderick  (VF : Bernard Gabay)  : Bill Campbell
- Jeffrey Jones : Matt Skearns / Peter Van Der Haven
- Heidi Kling  (VF : Valérie Siclay)  : Sally
- John C. Reilly : Jim Jr.
- Marian Mercer (en) : Ann Campbell Van Der Haven
- Larry Hankin : officier Darren
- David Margulies : Mr. Buchenwald
- Courtney Peldon (en) : Marci Campbell
- Michael Monks : Jim Sr.
- Andrew Benne : Officer Larry (as Andy Kossin)
- Mickey Jones (en) : Virgil
- Nancy Lenehan : Miss Clayton
- Noah Craig Andrews : Julius
- Benjamin Diskin : Henry
- Adam Wylie : Bob
- John Christian Graas : Elliott Field
- Bethany Richards : Priscilla Dobson
- Richard Allison : Twin #1
- Paul Allison : Twin #2
- Rob Neukirch : Steve
- Lou DiMaggio : Analyst
- John Posey : Analyst #1
- Darrell Kunitomi : Analyst #2
- Julie Araskog : Julie
- Robert Burr : Travis
- Christopher Grove : Waiter
- Danny Kovacs : Mechanic
- Shawn Schepps : Cindy
- Blaine Souza : Jed
- Mollie Stickney : Teller
- Marsha Mercant : Woman in Bank #1
- Susan Brill : Woman in Bank #2
- Eve Child : Woman in Bank #3
- Tom McGraw : Man in Bank
- Michael Halton : Utility Truck Driver
- Deborah Goodrich : Jenny
- William Dean O'Neil : Driver
- Vivian Steindal : Girl #1
- Paul Hogue : Little Boy
- Elisabeth Hogue : Little Girl
- Carolyn DeLucia : Woman on Street
- Johnny Vega : Highway Patrolman
- Tom Goldrup : Older Man at Bar (uncredited)